# Американские лавраки
Американские лавраки (лат. Morone) — род лучепёрых рыб из семейства мороновых.

## Распространение
Распространены в водоёмах Северной Америки. В России полосатый лаврак с 1965 года разводится в водоёмах Краснодарского края. Отмечен в Кубани.

## Список видов
- Morone americana — белый американский лаврак
- Morone chrysops — белый американский окунь[1]
- Morone mississippiensis
- Morone saxatilis — Полосатый лаврак, или полосатый окунь